# فرناندو هيكتور
فرناندو هيكتور (بالبرتغالية: Fernando Casimiro‏) هو عداء سريع برتغالي، ولد في 15 مارس 1931.

## وصلات خارجية
- فرناندو هيكتور على موقع الاتحاد الدولي لألعاب القوى (الإنجليزية)
- فرناندو هيكتور على موقع الاتحاد الأوروبي لألعاب القوى (الإنجليزية)
- فرناندو هيكتور على موقع أوليمبيديا (الإنجليزية)